# Francis Hunter
Francis Townsend Hunter, Frank Hunter (ur. 28 czerwca 1894 w Nowym Jorku, zm. 2 grudnia 1981 w Palm Beach) – amerykański tenisista, zwycięzca mistrzostw USA i Wimbledonu w grze podwójnej, mistrz olimpijski w deblu, reprezentant w Pucharze Davisa.

## Kariera tenisowa
Praworęczny woleista, dysponujący również silnym serwisem i forhendem, był jednym z czołowych graczy w latach 20. Kilkakrotnie był bliski singlowego tytułu w imprezach wielkoszlemowych, ale w finale Wimbledonu w 1923 roku przegrał z Billem Johnstonem, w finale mistrzostw USA 1928 roku poniósł porażkę z Henrim Cochetem, a rok później z Williamem Tildenem.
Sukcesy odnosił głównie w grze podwójnej. W 1927 roku, w parze z Williamem Tildenem, pokonał w finale mistrzostw USA Billa Johnstona i Richarda Williamsa. W 1924 roku odniósł triumf w zmaganiach deblowych na Wimbledonie, partnerując Vincentowi Richardsowi. Ponadto deblowe mistrzostwo Wimbledonu zdobył także w 1927 roku z Tildenem.
Hunter miał na koncie dwa zwycięstwa wimbledońskie w grze mieszanej, w 1927 roku z Elizabeth Ryan i w 1929 roku z Helen Wills. W parze z Helen Wills dwa razy przegrywał mikstowe finały mistrzostw Francji, w 1928 i 1929 roku.
Wystąpił w trzech edycjach Pucharu Davisa − w 1927, 1928 i 1929 roku. W 1927 Amerykanie wystąpili od razu w finale (przeciwko Francuzom –  „Czterem Muszkieterom Tenisa”) jako obrońcy trofeum, a Hunter pojawił się na korcie w deblu, partnerując Tildenowi. Zdobyty punkt deblowy, po zwycięstwie nad Jacques’em Brugnonem i Jeanem Borotrą, dał reprezentacji amerykańskiej prowadzenie 2:1, ale ostatecznie nie wystarczył do obrony Pucharu. W 1928 Hunter w finale również wystąpił w deblu, także z Tildenem, przegrywając z Henrim Cochetem i Jeanem Borotrą, a w 1929 grał jedynie we wcześniejszych rundach. Łączny bilans występów Huntera w Pucharze Davisa to 3 wygrane i 1 porażka w singlu, 1 wygrana i 1 porażka w deblu.
W 1924 roku Hunter w parze z Vincentem Richardsem zdobył złoty medal podczas igrzysk olimpijskich w Paryżu w grze podwójnej. W finale Amerykanie pokonali Francuzów Jacques’a Brugnona i Henriego Cocheta 4:6, 6:2, 6:3, 2:6, 6:3.
Hunter pięciokrotnie znalazł się w czołowej dziesiątce rankingu amerykańskiego między 1922 a 1929 rokiem, w tym jako wicelider w 1927, 1928 i 1929, a także trzy razy w czołowej dziesiątce nieoficjalnego rankingu światowego, w 1928 roku na 4. miejscu. Poza najbardziej prestiżowymi mistrzostwami USA na kortach trawiastych, dwa razy wygrywał halowe mistrzostwa w singlu i trzy razy w deblu. W finałach singlowych pokonał w 1922 roku Franka Andersona, w 1930 roku Juliusa Seligsona, ponadto w 1923 i 1924 przegrywał finały z Richardsem, a w 1929 z Borotrą. Tytuły deblowe w halowych mistrzostwach USA zdobył w 1923 i 1924 z Richardsem oraz w 1929 roku z Tildenem.
W 1931 roku Hunter został jednym z pierwszych tenisistów zawodowych, po Richardsie i Tildenie. Odbył serię pokazowych spotkań z Tildenem i Karelem Koželuhem, w 1933 roku przegrał w finale mistrzostw USA profesjonalistów z Richardsem. W 1937 roku został promotorem tenisa zawodowego i zasłynął podpisaniem kontraktu z Brytyjczykiem Fredem Perrym.
W 1961 roku nazwisko Huntera wpisano do Międzynarodowej Tenisowej Galerii Sławy.

### Finały w turniejach wielkoszlemowych

#### Gra pojedyncza (0–3)
| Końcowy wynik | Nr | Data | Turniej                                | Nawierzchnia | Przeciwnik     | Wynik finału            |
| ------------- | -- | ---- | -------------------------------------- | ------------ | -------------- | ----------------------- |
| Finalista     | 1. | 1923 | Wimbledon, Londyn                      | Trawiasta    | Bill Johnston  | 0:6, 3:6, 1:6           |
| Finalista     | 2. | 1928 | U.S. National Championships, Nowy Jork | Trawiasta    | Henri Cochet   | 6:4, 4:6, 6:3, 5:7, 3:6 |
| Finalista     | 3. | 1929 | U.S. National Championships, Nowy Jork | Trawiasta    | William Tilden | 6:3, 3:6, 6:4, 2:6, 4:6 |

#### Gra podwójna (3–0)
| Końcowy wynik | Nr | Data | Turniej                                | Nawierzchnia | Partner          | Przeciwnicy                         | Wynik finału             |
| ------------- | -- | ---- | -------------------------------------- | ------------ | ---------------- | ----------------------------------- | ------------------------ |
| Zwycięzca     | 1. | 1924 | Wimbledon, Londyn                      | Trawiasta    | Vincent Richards | Watson Washburn Richard N. Williams | 6:3, 3:6, 8:10, 8:6, 6:3 |
| Zwycięzca     | 2. | 1927 | Wimbledon, Londyn                      | Trawiasta    | William Tilden   | Jacques Brugnon Henri Cochet        | 1:6, 4:6, 8:6, 6:3, 6:4  |
| Zwycięzca     | 3. | 1927 | U.S. National Championships, Nowy Jork | Trawiasta    | William Tilden   | Bill Johnston Richard N. Williams   | 10:8, 6:3, 6:3           |

#### Gra mieszana (2–2)
| Końcowy wynik | Nr | Data | Turniej                     | Nawierzchnia | Partnerka      | Przeciwnicy                     | Wynik finału  |
| ------------- | -- | ---- | --------------------------- | ------------ | -------------- | ------------------------------- | ------------- |
| Zwycięzca     | 1. | 1927 | Wimbledon, Londyn           | Trawiasta    | Elizabeth Ryan | Kathleen Godfree Leslie Godfree | 8:6, 6:0      |
| Finalista     | 1. | 1928 | French Championships, Paryż | Ceglana      | Helen Wills    | Eileen Bennett Henri Cochet     | 6:3, 3:6, 3:6 |
| Finalista     | 2. | 1929 | French Championships, Paryż | Ceglana      | Helen Wills    | Eileen Bennett Henri Cochet     | 3:6, 2:6      |
| Zwycięzca     | 2. | 1929 | Wimbledon, Londyn           | Trawiasta    | Helen Wills    | Joan Fry Ian Collins            | 6:1, 6:4      |